# Limonethe maurator
Limonethe maurator là một loài tò vò trong họ Ichneumonidae.